# Hallgrímskirkja
A Hallgrímskirkja (jelentése: Hallgrímur temploma) egy reykjavíki evangélikus templom. A maga 74,5 méterével a legmagasabb épület Izlandon (de nem a legmagasabb építmény, a Hellisandur szomszédságában található Hellissandur Hosszúhullámú Rádióantenna 412 méter magas). A templomot Hallgrímur Péturssonról nevezték el, aki leginkább a egyházi énekeiről ismert evangélikus lelkész és izlandi költő volt.
A templom építése 38 évig tartott, a terveket Guðjón Samúelsson már 1937-ben elkészítette, az építési munkálatok pedig 1948-ban kezdődtek, és végül 1986-ban fejeződtek be. Feltűnő tornya sokkal előbb elkészült, mint maga a templom. Mivel a város közepén található, egész Reykjavíkból jól látható, és a város egyik legismertebb jelképe lett.
A templom előtt található szobor Leif Erikssont, Vörös Erik fiát ábrázolja. Az emlékmű régebbi mint maga a templom, az Egyesült Államok ajándéka volt az 1930-as Alþing Millenniumi Fesztiválra, amelyet Izland parlamentje fennállásának 1000. évfordulója alkalmából rendeztek.
Szintén Hallgrímskirkja névvel található egy templom Saurbærban is.

## Fordítás
- Ez a szócikk részben vagy egészben a Hallgrímskirkja című angol Wikipédia-szócikk fordításán alapul.  Az eredeti cikk szerkesztőit annak laptörténete sorolja fel. Ez a jelzés csupán a megfogalmazás eredetét és a szerzői jogokat jelzi, nem szolgál a cikkben szereplő információk forrásmegjelöléseként.

## Külső hivatkozások
- A Hallgrímskirkja hivatalos weboldala (angolul)
- www.islandsmyndir.is: fotógaléria a templomról (angolul)